# سرگئی آواگیمیان
سرگئی آواگیمیان (روسی: Серге́й Владимирович Авагимян؛ زادهٔ ۵ ژوئیهٔ ۱۹۸۹) بازیکن فوتبال اهل ارمنستان است.

## باشگاهی
از باشگاه‌هایی که در آن بازی کرده‌است می‌توان به باشگاه فوتبال گاندزاسار کاپان و باشگاه فوتبال آرارات ایروان اشاره کرد.

## تیم ملی
وی همچنین در تیم ملی فوتبال ارمنستان بازی کرده‌است. نخستین بازی ملی خود را که یک بازی دوستانه بود در تاریخ ۱ ژوئن ۲۰۱۶ در کارسون، کالیفرنیا در مقابل السالوادور انجام داده‌است.